# HCM Constanța
Handball Club Municipal Constanța (HCM Constanța) var en handbollsklubb från Constanța i Rumänien, bildad 2002 och upplöst 2015. Klubben var flerfaldig rumänska mästare. Klubben vann nio mästerskapstitlar och sex rumänska cuper.
Klubben gick i konkurs i juli 2015 på grund av stora finansiella skulder. Istället bildades HC Dobrogea Sud Constanța, som 2022 gick samman med den nybildade idrottsföreningen CSM Constanța.

## Spelare i urval
- Dalibor Čutura (2012–2015)
- Milutin Dragićević (2005–2007, 2012–2013)
- Valentin Ghionea (2011–2012)
- Mihai Popescu (2003–2015)
- Alexandru Șimicu (2011–2014)
- Ionuț Stănescu (2001–2015)
- Laurențiu Toma (2001–2015)